# Yurihonjo
Yurihonjo (由利本荘市; -shi) é uma cidade japonesa localizada na província de Akita.
Em Julho de 2008 a cidade tinha uma população estimada em 86 854 habitantes e uma densidade populacional de 71,76 h/km². Tem uma área total de 1209,04 km².
Recebeu o estatuto de cidade a 22 de Março de 2005.

## Cidades-Irmãs
- Vác, Hungria
- Wuxi, China
- Yangsan, Coreia do Sul